# Acrolophus arcturella
Acrolophus arcturella är en fjärilsart som beskrevs av Walker 1863. Acrolophus arcturella ingår i släktet Acrolophus och familjen Acrolophidae. Inga underarter finns listade i Catalogue of Life.